# 小豆地区広域行政事務組合
小豆地区広域行政事務組合（しょうずちくこういきぎょうせいじむくみあい）は、香川県小豆郡土庄町、小豆島町によって組織される一部事務組合。

## 処理事務
【出典】
1. 小豆地区広域市町村圏計画の策定及び調整並びに実施に関する事務
2. 特別養護老人ホーム、養護老人ホーム、老人短期入所用居室、老人デイサービスセンター居宅介護支援事業所及び訪問介護事業所の設置並びに管理運営に関する事務
3. 介護認定審査会の審査認定に関する事務
4. 要介護状態等の審査判定に関する事務
5. 介護給付費等の支給に関する審査会の設置及び管理運営に関する事務
6. 視聴覚ライブラリーの設置及び管理運営に関する事務
7. 勤労青少年ホームの設置及び管理運営に関する事務
8. 滞納町民税等の整理に関する事務
9. じん芥処理施設の設置及び管理運営に関する事務
10. 少年育成センターの設置及び管理運営
11. 消防に関する事務
12. 水資源の開発等に関する事務
13. 小豆地区ふるさと市町村圏基金を活用した圏域事業の実施に関する事務
14. 液化石油ガス設備工事の届出受理、立ち入り検査、供給設備の修理命令等に関する事務

## 管内の現況
- 管内の人口 - 26,902人
  - 土庄町 - 13,061人
  - 小豆島町 - 13,841人

2019年（令和元年）12月1日現在
- 管内の世帯数 - 12,060世帯
  - 土庄町 - 5,805世帯
  - 小豆島町 - 6,255世帯

2019年（令和元年）12月1日現在
- 管内の面積 - 169.97 km2
  - 土庄町 - 74.38 km2
  - 小豆島町 - 95.59 km2

2019年（令和元年）10月1日現在

## 消防事務
小豆地区消防本部（しょうずちくしょうぼうほんぶ）は、香川県小豆郡全域を管轄する消防部局（消防本部）。

### 所在地
| 消防署         | 郵便番号   | 所在地                          |
| -------------- | ---------- | ------------------------------- |
| 小豆島西消防署 | 〒761-4106 | 香川県小豆郡土庄町甲557番地10   |
| 小豆島東消防署 | 〒761-4411 | 香川県小豆郡小豆島町甲144番地90 |

### 沿革
【出典】
- 1972年（昭和47年）4月1日 - 小豆地区消防組合が発足する。
- 1980年（昭和55年）8月 - 小豆地区消防組合及び他3つの一部事務組合が統合し、小豆地区広域行政事務組合が発足する。
- 1986年（昭和61年）12月 - 香川県消防相互応援協定を締結。
- 1994年（平成6年）1月 - 香川県防災ヘリコプター派遣職員に関する協定を締結。
- 2016年（平成28年）
  - 3月 - 池田分署を廃止。
  - 4月 - 小豆島東消防署と小豆島西消防署の2署体制での業務を開始。

### 配置車両
2019年（平成31年）4月1日現在
- 消防ポンプ自動車 : 4台
- はしご付消防自動車 : 1台
- 救助工作車 : 1台
- 高規格救急車 : 4台
- 査察広報車 : 2台
- 指揮車 : 1台
- 小型ポンプ付水槽車 : 1台
- その他車両 : 3台

### 組織
【出典】
- 消防長
  - 消防次長
    - 総務課
    - 情報指令課
    - 予防課
    - 消防防災課
    - 小豆島西消防署
    - 小豆島東消防署

## 一般廃棄物処理事務
小豆島クリーンセンター
- 所在地：香川県小豆郡小豆島町室生1371-1番地
- 稼働開始：1994年4月1日